# Lijst van voetbalinterlands Lesotho - Swaziland
Deze lijst van voetbalinterlands is een overzicht van alle officiële voetbalwedstrijden tussen de nationale teams van Lesotho en Swaziland. De landen hebben tot op heden 39 keer tegen elkaar gespeeld. De eerste ontmoeting, een vriendschappelijke wedstrijd, was op 4 september 1981 in Mbabane. Het laatste duel, een groepswedstrijd tijdens de COSAFA Cup 2022, werd gespeeld in Durban (Zuid-Afrika) op 10 juli 2021.

## Wedstrijden
| №  | Plaats         | Datum            | Competitie        | Wedstrijd           | Uitslag |
| -- | -------------- | ---------------- | ----------------- | ------------------- | ------- |
| 1  | Mbabane        | 4 september 1981 | Vriendschappelijk | Swaziland − Lesotho | 1 − 1   |
| 2  | Lobamba        | 1 juli 1984      | Vriendschappelijk | Swaziland − Lesotho | 3 − 1   |
| 3  | Lobamba        | 26 januari 1997  | Vriendschappelijk | Swaziland − Lesotho | 3 − 1   |
| 4  | Maseru         | 18 december 1997 | Vriendschappelijk | Lesotho − Swaziland | 0 − 0   |
| 5  | Maseru         | 28 december 1997 | Vriendschappelijk | Lesotho − Swaziland | 0 − 0   |
| 6  | Lobamba        | 25 april 1999    | Vriendschappelijk | Swaziland − Lesotho | 4 − 1   |
| 7  | Maseru         | 15 augustus 1999 | Vriendschappelijk | Lesotho − Swaziland | 0 − 3   |
| 8  | Maseru         | 20 februari 2000 | Vriendschappelijk | Lesotho − Swaziland | 1 − 0   |
| 9  | Lobamba        | 1 juni 2000      | Vriendschappelijk | Swaziland − Lesotho | 0 − 1   |
| 10 | Manzini        | 9 januari 2001   | Vriendschappelijk | Swaziland − Lesotho | 2 − 2   |
| 11 | Maseru         | 11 maart 2001    | Vriendschappelijk | Lesotho − Swaziland | 2 − 1   |
| 12 | Maseru         | 20 mei 2001      | Vriendschappelijk | Lesotho − Swaziland | 1 − 0   |
| 13 | Lobamba        | 10 maart 2002    | Vriendschappelijk | Swaziland − Lesotho | 1 − 0   |
| 14 | Big Bend       | 6 oktober 2002   | Vriendschappelijk | Swaziland − Lesotho | 0 − 0   |
| 15 | Lobamba        | 19 maart 2003    | Vriendschappelijk | Swaziland − Lesotho | 1 − 0   |
| 16 | Maseru         | 25 mei 2003      | Vriendschappelijk | Lesotho − Swaziland | 2 − 1   |
| 17 | Maseru         | 4 oktober 2003   | Vriendschappelijk | Lesotho − Swaziland | 5 − 2   |
| 18 | Maseru         | 1 juni 2005      | Vriendschappelijk | Lesotho − Swaziland | 3 − 4   |
| 19 | Maseru         | 14 april 2006    | Vriendschappelijk | Lesotho − Swaziland | 5 − 0   |
| 20 | Maseru         | 16 april 2006    | Vriendschappelijk | Lesotho − Swaziland | 2 − 2   |
| 21 | Lobamba        | 26 augustus 2006 | Vriendschappelijk | Swaziland − Lesotho | 3 − 1   |
| 22 | Maseru         | 13 februari 2007 | Vriendschappelijk | Lesotho − Swaziland | 0 − 1   |
| 23 | Lobamba        | 18 maart 2007    | Vriendschappelijk | Swaziland − Lesotho | 0 − 1   |
| 24 | Lobamba        | 10 februari 2008 | Vriendschappelijk | Swaziland − Lesotho | 2 − 2   |
| 25 | Lobamba        | 23 mei 2008      | Vriendschappelijk | Swaziland − Lesotho | 1 − 1   |
| 26 | Manzini        | 19 juni 2009     | Vriendschappelijk | Swaziland − Lesotho | 1 − 1   |
| 27 | Lobamba        | 21 juni 2009     | Vriendschappelijk | Swaziland − Lesotho | 1 − 1   |
| 28 | Maseru         | 20 augustus 2011 | Vriendschappelijk | Lesotho − Swaziland | 0 − 0   |
| 29 | Maseru         | 22 augustus 2011 | Vriendschappelijk | Lesotho − Swaziland | 0 − 1   |
| 30 | Maseru         | 12 oktober 2012  | Vriendschappelijk | Lesotho − Swaziland | 2 − 1   |
| 31 | Maseru         | 14 oktober 2012  | Vriendschappelijk | Lesotho − Swaziland | 0 − 1   |
| 32 | Manzini        | 11 november 2012 | Vriendschappelijk | Swaziland − Lesotho | 0 − 0   |
| 33 | Lusaka         | 11 juli 2013     | COSAFA Cup 2013   | Lesotho − Swaziland | 2 − 0   |
| 34 | Maseru         | 7 maart 2014     | Vriendschappelijk | Lesotho − Swaziland | 0 − 1   |
| 35 | Maseru         | 9 maart 2014     | Vriendschappelijk | Lesotho − Swaziland | 0 − 0   |
| 36 | Rustenburg     | 20 mei 2015      | COSAFA Cup 2015   | Lesotho − Swaziland | 0 − 2   |
| 37 | Pietersburg    | 2 juni 2018      | COSAFA Cup 2018   | Lesotho − Swaziland | 1 − 0   |
| 38 | Port Elizabeth | 6 juli 2021      | COSAFA Cup 2021   | Swaziland − Lesotho | 3 − 1   |
| 39 | Durban         | 10 juli 2022     | COSAFA Cup 2022   | Swaziland − Lesotho | 2 − 0   |

## Samenvatting
| Competitie        | Totaal gespeeld | Winst Lesotho | Gelijk | Winst Swaziland | Doelsaldo Lesotho – Swaziland |
| ----------------- | --------------- | ------------- | ------ | --------------- | ----------------------------- |
| COSAFA Cup        | 5               | 2             | 0      | 3               | 4 − 7                         |
| Vriendschappelijk | 34              | 9             | 13     | 12              | 37 − 41                       |
| Totaal            | 39              | 11            | 13     | 15              | 41 − 48                       |

LFA · 
Lesothaans vrouwenelftal
Interlands
Tegenstander:
Algerije ·
Angola ·
Benin ·
Botswana ·
Burkina Faso ·
Burundi ·
Centraal-Afrikaanse Republiek ·
Comoren ·
Congo-Kinshasa ·
Ethiopië ·
Gabon ·
Gambia ·
Ghana ·
Guinee ·
Ivoorkust ·
Kaapverdië ·
Kameroen ·
Kenia ·
Laos ·
Liberia ·
Libië ·
Madagaskar ·
Malawi ·
Maleisië ·
Marokko ·
Mauritanië ·
Mauritius ·
Mozambique ·
Myanmar ·
Namibië ·
Niger ·
Nigeria ·
Oeganda ·
Rwanda ·
Sao Tomé en Principe ·
Senegal ·
Seychellen ·
Sierra Leone ·
Soedan ·
Swaziland ·
Tanzania ·
Togo ·
Zambia ·
Zimbabwe ·
Zuid-Afrika
NFAS · 
Swazisch vrouwenelftal
1968 · 
1969 · 
1970 · 
1971 · 
1972 · 
1973 · 
1974 · 
1975 · 
1976 · 
1977 · 
1978 · 
1979 · 
1980 · 
1981 · 
1982 · 
1983 · 
1984 · 
1986 · 
1987 · 
1988 · 
1989 · 
1990 · 
1991 · 
1992 · 
1993 · 
1994 · 
1995 · 
1996 · 
1997 · 
1998 · 
1999 · 
2000 · 
2001 · 
2002 · 
2003 · 
2004 · 
2005 · 
2006 · 
2007 · 
2008 · 
2009 · 
2010 · 
2011 · 
2012 · 
2013 · 
2014 ·
2015 ·
2016 ·
2017 ·
2018 ·
2019 ·
2020 ·
2021 ·
2022 ·
2023 ·
2024
Angola ·
Botswana ·
Burkina Faso ·
Comoren ·
Congo-Brazzaville ·
Congo-Kinshasa ·
Djibouti ·
Egypte ·
Eritrea ·
Gabon ·
Ghana ·
Guinee ·
Guinee-Bissau ·
Kaapverdië ·
Kameroen ·
Kenia ·
Lesotho ·
Libië ·
Madagaskar ·
Malawi ·
Mali ·
Mauritius ·
Mozambique ·
Namibië ·
Niger ·
Nigeria ·
Senegal ·
Seychellen ·
Sierra Leone ·
Soedan ·
Somalië ·
Tanzania ·
Togo ·
Tunesië ·
Zambia ·
Zimbabwe ·
Zuid-Afrika